# Adam Kus

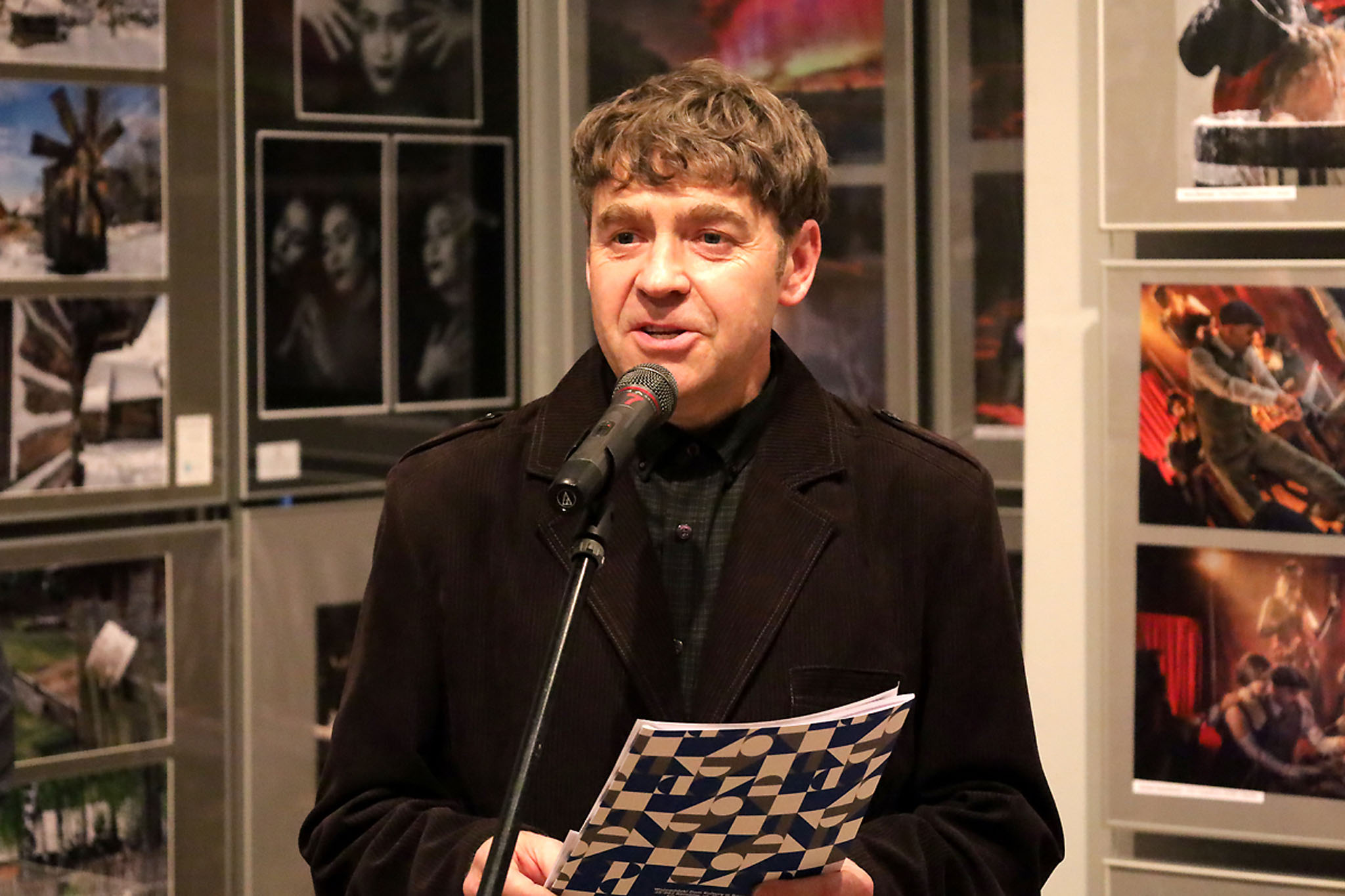
Adam Kus podczas wernisażu XXII PKF (2024)

Adam Kus (ur. 2 stycznia 1968) – polski animator kultury, fotograf, absolwent Państwowego Pomaturalnego Studium Kształcenia Animatorów Kultury i Bibliotekarzy w Krośnie, na kierunku fotografia i film oraz Wydziału Pedagogiki Uniwersytetu Warszawskiego i Wydziału Informatyki Uniwersytetu Rzeszowskiego (studia podyplomowe). W 2020 roku ukończył Studia Podyplomowe w Uniwersytecie Rzeszowskim na kierunku „Zarządzanie Zasobami Ludzkimi”. Jest kierownikiem Działu Technik Audiowizualnych i Cyfrowych w rzeszowskim Wojewódzkim Domu Kultury.

## Życiorys
Adam Kus jest organizatorem i animatorem wielu imprez fotograficznych oraz filmowych o zasięgu krajowym i międzynarodowym. Od 1992 roku jest pomysłodawcą, inicjatorem i organizatorem cyklicznego Międzynarodowego Konkursu Fotograficznego „Foto Odlot”. Jest komisarzem i kuratorem wystaw fotograficznych w galerii WDK, w Rzeszowie. Od 2002 roku jest pomysłodawcą, inicjatorem i organizatorem Podkarpackich Konfrontacji Fotograficznych. Od 1992 roku jest opiekunem i koordynatorem działalności Dyskusyjnego Klubu Filmowego „Klaps”, działającego w Wojewódzkim Domu Kultury w Rzeszowie. Jest członkiem jury w ogólnopolskich konkursach fotograficznych.
W 2002 roku Adam Kus został laureatem nagrody Marszałka Województwa Podkarpackiego, dla twórców i animatorów kultury. W 2018 roku został uhonorowany Medalem „Za Zasługi dla Fotografii Polskiej” – odznaczeniem przyznawanym przez Kapitułę Fotoklubu Rzeczypospolitej Polskiej Stowarzyszenia Twórców – w 100. rocznicę odzyskania przez Polskę niepodległości. W 2023 otrzymał Złoty Medal „Za Zasługi dla Rozwoju Twórczości Fotograficznej” – z okazji XX jubileuszowej edycji Międzynarodowego Konkursu Fotograficznego „Foto Odlot”. W 2023 został laureatem Nagrody Prezydenta Miasta Rzeszowa za osiągnięcia na niwie twórczości artystycznej, upowszechniania i ochrony kultury oraz promocji miasta.

## Odznaczenia
- Srebrny Medal „Zasłużony dla Fotografii Polskiej” (2003)[18]
- Odznaka honorowa „Zasłużony dla Kultury Polskiej” (2010)[19]
- Medal „Za Zasługi dla Fotografii Polskiej” (2018)[20]
- Złoty Medal „Za Zasługi dla Rozwoju Twórczości Fotograficznej” (2023)[17][21]